# Anh và Wales

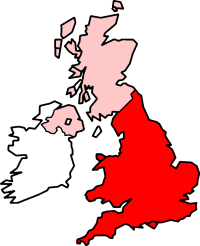
Anh và xứ Wales (màu đỏ), các xứ khác (hồng nhạt).

Anh và xứ Wales (tiếng Wales: Cymru a Lloegr) là một khu vực tài phán hợp pháp bao gồm Anh và xứ Wales, hai trong số bốn quốc gia của Vương quốc Anh. "Anh và xứ Wales" tạo thành người kế vị hiến pháp cho Vương quốc Anh cũ và tuân theo một hệ thống pháp lý duy nhất, được gọi là luật Anh.
Các phân cấp Quốc hội xứ Wales (Welsh: Cynulliad Cenedlaethol Cymru) đã được tạo ra vào năm 1999 bởi Quốc hội Vương quốc Liên hiệp Anh và Bắc Ireland thuộc Chính phủ Wales Đạo luật năm 1998 và cung cấp một mức độ tự trị ở xứ Wales. Quyền hạn của Hội được mở rộng bởi Đạo luật Chính phủ Wales năm 2006, cho phép nó thông qua luật riêng của mình và Đạo luật cũng chính thức tách Chính phủ xứ Wales khỏi Hội đồng. Không có cơ quan tương đương cho Anh, được điều hành trực tiếp bởi Quốc hội và chính phủ Vương quốc Anh.

## Lịch sử
Ngay sau cuộc chinh phục Norman của Anh (1066), người Norman bắt đầu chinh phục các vùng của xứ Wales. Trong hai chiến dịch, vua Anh Edward I cuối cùng đã có thể chinh phục xứ Wales cho đến năm 1283. Người Anh, sau này là người Anh, người thừa kế ngai vàng kể từ đó có danh hiệu Hoàng tử xứ Wales ("Hoàng tử xứ Wales"). Chống lại sự cai trị của Anh, có một số cuộc nổi loạn, trong đó quan trọng nhất là cuộc nổi loạn của Owain Glyndŵr, người đã tuyên bố vào năm 1400 Hoàng tử xứ Wales và chinh phục phần lớn xứ Wales. Tuy nhiên, từ năm 1405, quân đội Anh đã tìm cách đẩy lùi phiến quân và đến năm 1409 Owain Glyndŵr đã bị đánh bại. Đạo luật của Liên minh,Luật hợp nhất của Wales 1535-1542 cuối cùng đã chấm dứt tình trạng đặc biệt của Marches Wales và chia Wales thành mười ba quận. Luật tiếng Anh bây giờ cũng có hiệu lực ở xứ Wales. Các quy định của năm 1535 chỉ được bãi bỏ vào ngày 21 tháng 12 năm 1993, những quy định của năm 1542 vào ngày 3 tháng 1 năm 1995, do đó khôi phục một mức độ tự chủ hợp pháp cho xứ Wales. Năm 1998, sau một cuộc trưng cầu các Quốc hội xứ Wales được thành lập, đã nhận được các quyền lực đối với chi tiêu công trong xứ Wales.
Anh, quốc gia thứ tư và lớn nhất ở Vương quốc Anh, không có quốc hội hay chính phủ tiểu bang. Các nhiệm vụ được thực hiện bởi Quốc hội và Chính phủ Vương quốc Anh.

## Hệ thống pháp luật chung
Căn cứ vào pháp luật ở Anh và xứ Wales còn được gọi là thông luật gọi là Luật bằng tiếng Anh. Quốc hội cho xứ Wales, trên cơ sở các quyết định của quốc hội tại Westminster, có thể ban hành các đạo luật riêng, chỉ áp dụng cho xứ Wales. Với Tòa án Tối cao của Đạo luật Tư pháp (1873, có hiệu lực từ năm 1875), có những tòa án chung, u. a. một Tòa án Công lý chung, còn được gọi là Tòa án tối cao của Anh và xứ Wales.